# Louis Robin
Pour les articles homonymes, voir Robin.
Louis Robin, né le 1er mai 1923 à Marboz (Ain) et mort le 10 novembre 2014 à Bourg-en-Bresse (Ain), est un homme politique français, membre du Parti socialiste.

## Détail des fonctions et des mandats
- Conseiller général du canton de Coligny de 1955 à 1979
- Maire de Bourg-en-Bresse de 1977 à 1985
- Député de la 1re circonscription de l'Ain du 21 juin 1981 au 1er avril 1986 (groupe socialiste)